# Ole Berntsen
Ole Valdemar Henrik Berntsen (ur. 22 stycznia 1915 w Hellerup, zm. 26 maja 1996 w Gentofte tamże), duński żeglarz sportowy. Trzykrotny medalista olimpijski.
Brał udział w czterech igrzyskach na przestrzeni 16 lat (IO 48, IO 52, IO 56, IO 64), na trzech zdobywał medale w klasie Dragon.  

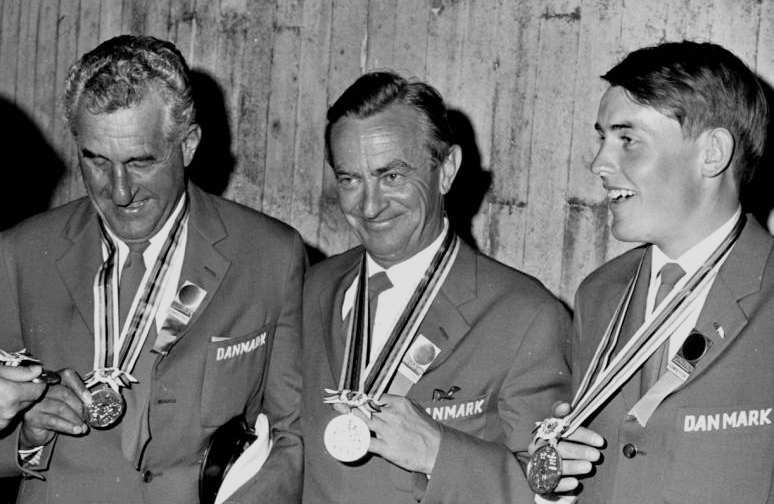
Zdobywcy złotego medalu na IO 1964 (Od lewej Berntsen, von Bülow i Poulsen)

W 1964 triumfował w łodzi „Biała Dama", którą dopłynęli przed Niemcami i Stanami Zjednoczonymi. W załodze "Białej Damy" prócz Berntsena byli Christian von Bülow i Ole Poulsen. 
W 1948 sternikiem był jego brat William. Duńczycy sięgnęli po brąz. Podczas dwóch następnych medalowych startów pełnił funkcję sternika: w 1956 sięgnął po srebro. Swojej łodzi nadali przydomek „Snap”. 
Olimpijczykami byli również jego bracia, Carl i William. Mieszkał w Gentofte. Został pochowany na cmentarzu Hellerup wraz ze swoją żoną Annelise Berntsen.